# Cắt ngực hung
Accipiter rufiventris là một loài chim trong họ Accipitridae.